# مایکون د آندراد
مایکون د آندراده سیکیرا (پرتغالی: Maicon de Andrade Siqueira؛ زادهٔ ۹ ژانویهٔ ۱۹۹۳) تکواندوکار برزیلی است. او در هر دو رویداد یونیورسیاد تابستانی ۲۰۱۵ و المپیک تابستانی ۲۰۱۶، موفق به کسب مدال برنز شد. با این کار او اولین مرد برزیلی نام گرفت که در ورزش تکواندو مدال المپیک دریافت کرد و دومین برزیلی بعد از ناتالیا فالاوینا که موفق به کسب مدال در المپیک شد.